# Deutsche Schiff- und Maschinenbau Aktiengesellschaft

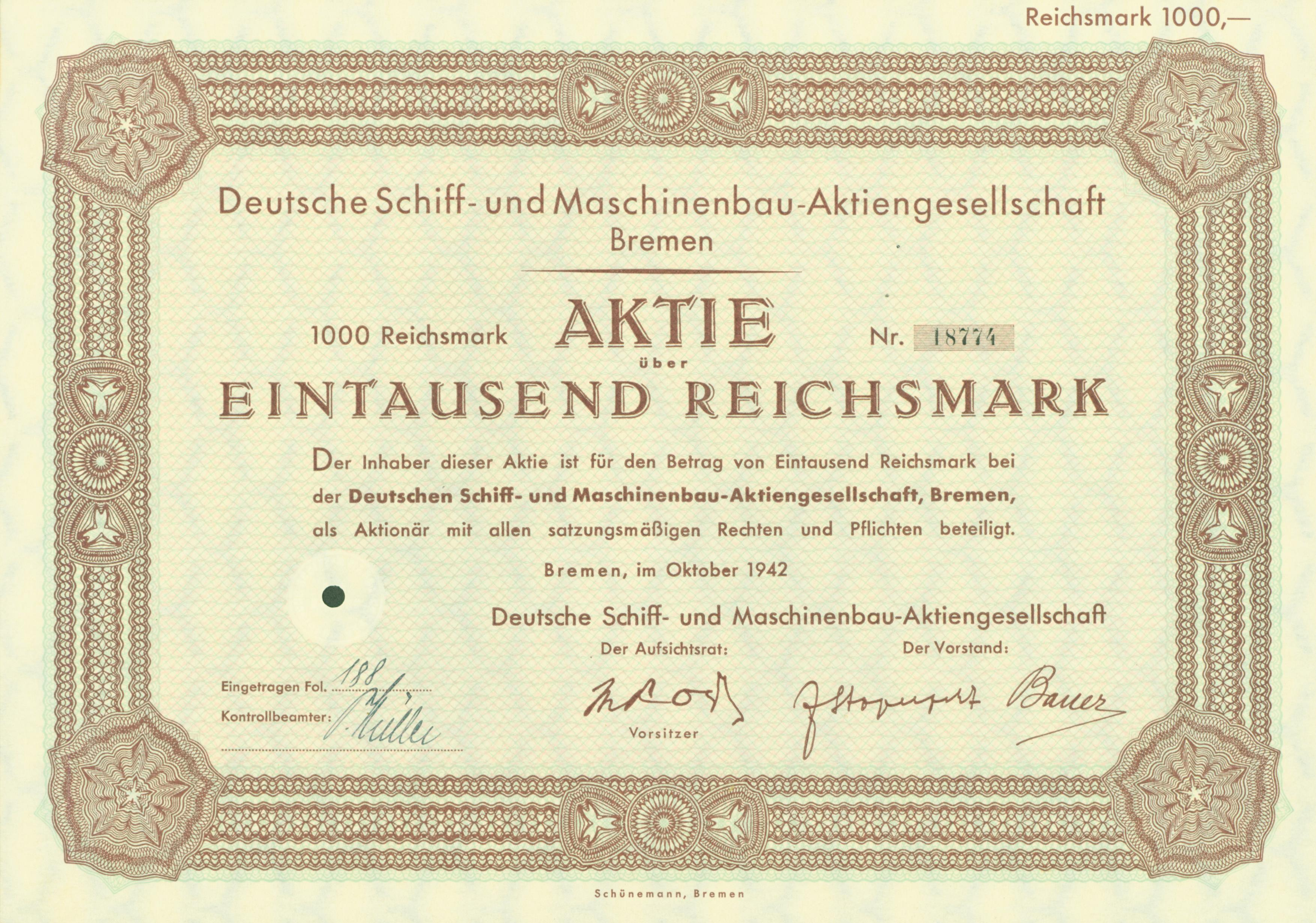
Aktie über 1000 RM der Deutschen Schiff- und Maschinenbau-AG vom Oktober 1942

Die Deutsche Schiff- und Maschinenbau Aktiengesellschaft (Deschimag) mit Sitz in Bremen war ein Zusammenschluss von acht norddeutschen Werften und der erste Großkonzern im deutschen Schiffbau.
Er entstand in den Jahren 1926 bis 1928 auf Betreiben Bremer Kaufleute, Bankiers und Reeder vor dem Hintergrund der damaligen Werftenkrise. Eine zentrale Rolle bei der Bildung der Deschimag spielte Johann Friedrich Schröder, Mitinhaber des Bankhauses Schröder, Heye und Weyhausen in Bremen, Aufsichtsratsvorsitzender und Hauptaktionär der Werft Aktien-Gesellschaft „Weser“ sowie der beiden Bremer Reedereien Norddeutscher Lloyd und DDG „Hansa“.
Nach den auf die Fusion folgenden Konsolidierungen des Geschäftes waren Mitte der 1930er Jahre nur noch die Werft AG Weser in Bremen und das dazugehörige „Werk Seebeck“ in Wesermünde im Schiffbau tätig. 1941 übernahm die Friedrich Krupp AG die Deschimag-Aktienmehrheit. Der auch im Flugzeugbau tätige Deschimag-Konzern wurde Ende 1945 aufgelöst und die beiden Werften wurden später unter dem Dach der AG Weser eigenständig weiterbetrieben.

## Geschichte

### Gründung
Die Mitte der 1920er Jahre auftretende kritische Situation der Schiffbauindustrie in Deutschland inspirierte den Bremer Bankier Johann Friedrich Schröder, einen überregionalen Zusammenschluss der an Ost- und Nordsee gelegenen größeren Werften unter Führung der Bremer AG Weser ins Leben zu rufen. Dies gelang ihm allerdings nicht vollständig, denn ähnliche Bestrebungen gab es auch bei anderen Unternehmen bzw. andere Großwerften wie der Bremer Vulkan und die Werft Blohm & Voß in Hamburg zeigten angesichts ihrer eigenen Stärke wenig Interesse. Realisiert wurde schließlich ein Zusammenschluss von Werften verschiedener Größe an der Unterweser, in Hamburg sowie im Ostseeraum (Rostock und Stettin).
Am 6. Dezember 1926 fassten die Generalversammlungen der AG Weser und der Joh. C. Tecklenborg AG den Beschluss zur Fusionierung beider Unternehmen zur Deutschen Schiff- und Maschinenbau Aktiengesellschaft, kurz Deschimag, die dann am 28. Dezember von den Generalversammlungen beider Werften auch genehmigt wurde.
Kurz darauf wurde gegen massiven Widerstand des Hamburger Senats auch die Werft AG Vulkan Hamburg übernommen; im Dezember 1927 fusionierte dann der AG Vulkan Stettin mit der Deschimag. Im Januar 1928 wurden jeweils 75 % des Kapitals der Nüscke-Werft in Stettin, der AG Neptun in Rostock und nach dem Tode von Georg Seebeck am 27. Februar 1928 auch die Seebeckwerft in Wesermünde (Geestemünde) übernommen, im Mai 1928 folgten 97 % der Frerichswerft in Einswarden.
Somit waren ab 1928 folgende acht Werften zur Deschimag zusammengeschlossen und hatten damit ihre Selbständigkeit verloren:
- Actien-Gesellschaft „Weser“, Bremen
- Vulkan Werke Hamburg und Stettin AG mit den Werften AG Vulkan Stettin und AG Vulkan Hamburg
- Joh. C. Tecklenborg, Wesermünde
- G. Seebeck A.G., Wesermünde
- Actien-Gesellschaft „Neptun“, Rostock
- Nüscke & Co. A.G., Stettin
- J. Frerichs & Co. AG, Einswarden (ab 1933 Stadtteil von Nordenham)

Am 24. Mai 1927 fand die erste ordentliche Hauptversammlung der Deschimag im Gebäude der Bank J. F. Schröder KGaA in Bremen statt. Dem Vorstandsbericht zufolge war im ersten Geschäftsjahr ein Gewinn von 412.722,74 Reichsmark erzielt worden.
Zu dieser Zeit war Franz Stapelfeldt Vorstandsvorsitzender; als weitere Vorstandsmitglieder fungierten Hans Wach und Georg Claussen (ehemals Tecklenborg) sowie Gustav Bauer und H. Wallwitz (ehemals Vulkan Werke) und der Schiffbaudirektor Hermann Hein von der AG Weser. Der Bankier Johannes Friedrich Schröder war der Vorsitzende des Aufsichtsrates; weiterhin saßen im Aufsichtsrat Siegmund Bodenheimer (Danat-Bank), Ernst Glässel („Globus“ Reederei Bremen und Norddeutscher Lloyd) sowie Paul Stahl (Vulkan-Werke). Die Deschimag wurde somit überwiegend von Bremer Kaufleuten und Reedern beherrscht.
Ende 1927 waren etwa 53.000 Menschen auf deutschen Werften beschäftigt, davon entfielen allein etwa 15.000 auf die Deschimag-Betriebe, was einem Anteil von rund 28 % entsprach. Damit war der Bremer Konzern zum größten Schiffbauunternehmen der Weimarer Republik aufgestiegen.
Wie schon einmal um 1907 wurde 1930/31 erneut eine Fusion der beiden Bremer Großwerften Bremer Vulkan und AG Weser angestrebt, was jedoch am Widerstand des im Gegensatz zur angeschlagenen AG Weser finanziell gut situierten Bremer Vulkan scheiterte.

### Konzernstrategie

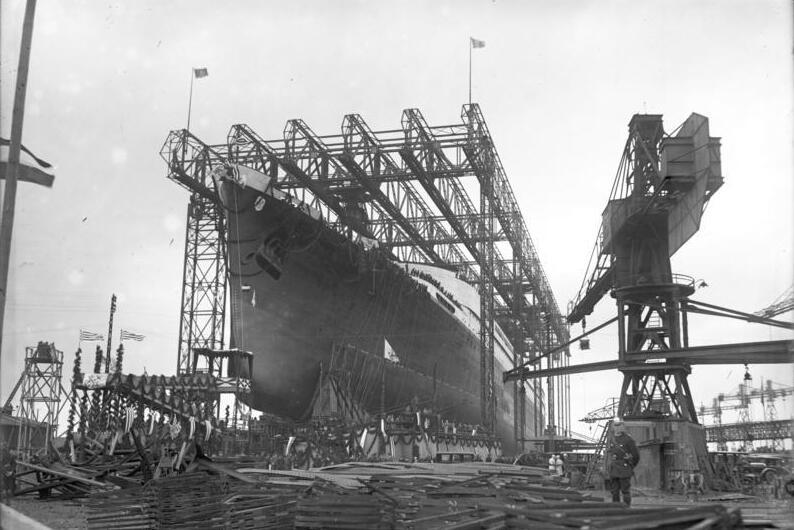
Der Turbinen-Schnelldampfer „TS Bremen“ vor dem Stapellauf bei der AG Weser, 1928

Nach Abschluss der Fusion bestand die Geschäftspolitik der Deschimag-Führung hauptsächlich darin, der Bremer Stammwerft Actien-Gesellschaft „Weser“ Aufträge zu beschaffen und konzerninterne Konkurrenz und Überkapazitäten in den anderen Deschimag-Betrieben durch deren Verkauf oder Schließung abzubauen.
Die Stettiner Werft Nüscke & Co. ging bereits 1928 in Konkurs. Im gleichen Jahr wurde AG Vulcan Stettin geschlossen, dessen Sparte Lokomotivbau gänzlich abgetrennt und an die Berliner Borsigwerke verkauft. Den schiffbaulichen Teil der Hamburger Vulkanwerft übernahmen Ende 1929 die Howaldtswerke in Kiel und führten diesen als Howaldtswerke AG Kiel, Abteilung vormals Vulcan weiter (ab 1939 Howaldtswerke Hamburg); der östliche Teil des Werftareals wurde 1930–31 abgeräumt. Mit dem Stettiner und Hamburger Vulkan verschwanden zwei große Namen deutscher Schiffbaugeschichte.
Die moderne, mit Aufträgen gut ausgelastete und als Reparaturbetrieb für den Norddeutschen Lloyd (NDL) benötigte Werft Joh. C. Tecklenborg in Wesermünde hatte zunächst gute Überlebenschancen. Zwischen ihr und der AG Weser kam es jedoch zu Interessenskonflikten, da beide ein ähnliches Bauprogramm besaßen. Tecklenborg wurden daraufhin selbständige Aktivitäten wie Werbung und Beschaffung von Neubauaufträgen weitgehend untersagt.
Unter dem Einfluss Schröders stornierte der NDL allein 1927 sechs bereits an Tecklenborg erteilte Aufträge und 1928 zwei weitere, was naturgemäß dort zu finanziellen Problemen führte. Trotz günstigerer Angebote von Tecklenborg wurden auch Aufträge anderer Reedereien an die AG Weser vergeben und die Bremer Werft verzeichnete zu dieser Zeit eine Auftragssteigerung von etwa 720 Prozent.
Am Standort Wesermünde existierten nunmehr zwei Deschimag-Betriebe und die Schließung von einem der beiden war absehbar. Gegen großen Protest kam das Ende der Tecklenborg-Werft am 24. September 1928. Sie wurde mit der Begründung stillgelegt, dass in der anhaltenden Werftenkrise für das Gebiet der Unterweser zwei Betriebe nicht erforderlich seien und die Seebeckwerft den Bedürfnissen an der Wesermündung, hauptsächlich Reparaturarbeiten für die großen Reedereien, vollauf genüge. Mit diesen Argumenten gelang es der Deschimag, den Protest in Wesermünde in Grenzen zu halten.
2300 Tecklenborg-Beschäftigte verloren den Arbeitsplatz und zusätzlich waren 300 Zulieferbetriebe betroffen. Ein Teil der Belegschaft wurde von der Bremer Stammwerft AG Weser und der Wesermünder Seebeckwerft übernommen. Aus dem Maschinenpark der Tecklenborg-Werft konnten die beiden Betriebe modernisiert und erweitert werden.
Für die Rostocker AG „Neptun“ gab es nach der Deschimag-Fusion nur noch wenige lukrative Aufträge. Zunächst überlebte die Werft mit kleinen Aufträgen. 1931 kam es jedoch zum Zusammenbruch des als Deschimag-Hausbank fungierenden Bremer Bankhauses Schröder. Dieses wurde zwar vom Bremer Senat übernommen und existierte nach der Sanierung als Norddeutsche Kreditbank AG weiter, der Konkurs der Neptun Werft war jedoch unausweichlich geworden. Es kamen unverhofft noch Aufträge aus der Sowjetunion und die Reichsregierung unterstützte die Werft durch Verschrottungsaufträge, doch konnten nur noch 90 Mitarbeiter beschäftigt werden. Im Oktober 1932 musste Neptun Konkurs anmelden, dem am 16. Juli 1934 vor dem Amtsgericht Rostock der Zwangsvergleich folgte. Die 1890 gegründete Actien-Gesellschaft „Neptun“, Schiffswerft und Maschinenfabrik wurde aufgelöst und als Nachfolger später die neue eigenständige Neptun-Werft GmbH gegründet.
Die Frerichswerft in Einswarden (seit 1933 Stadtteil von Nordenham) stellte den Schiffbau 1935 ein. Bis kurz vor Kriegsende 1945 produzierte dort die Deschimag-Tochtergesellschaft Weser-Flugzeugbau GmbH im Lizenzbau Junkers-Flugzeuge für die Luftwaffe.
Somit betrieb die Deschimag Mitte der 1930er Jahre den Schiffbau nur noch auf zwei Werften: der Stammwerft AG Weser in Bremen und dem dazugehörigen „Werk Seebeck“ in Wesermünde.

### 1935–1945

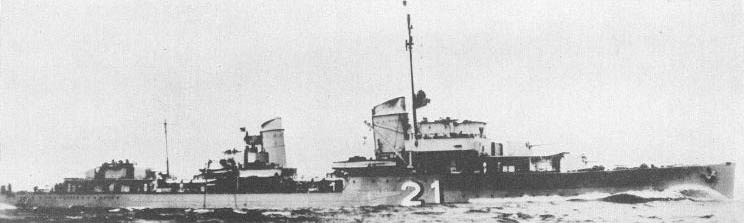
Z 5 „Paul Jacobi“, ein Zerstörer der Klasse 1934A, wurde Ende Juni 1937 bei der Kriegsmarine in Dienst gestellt.

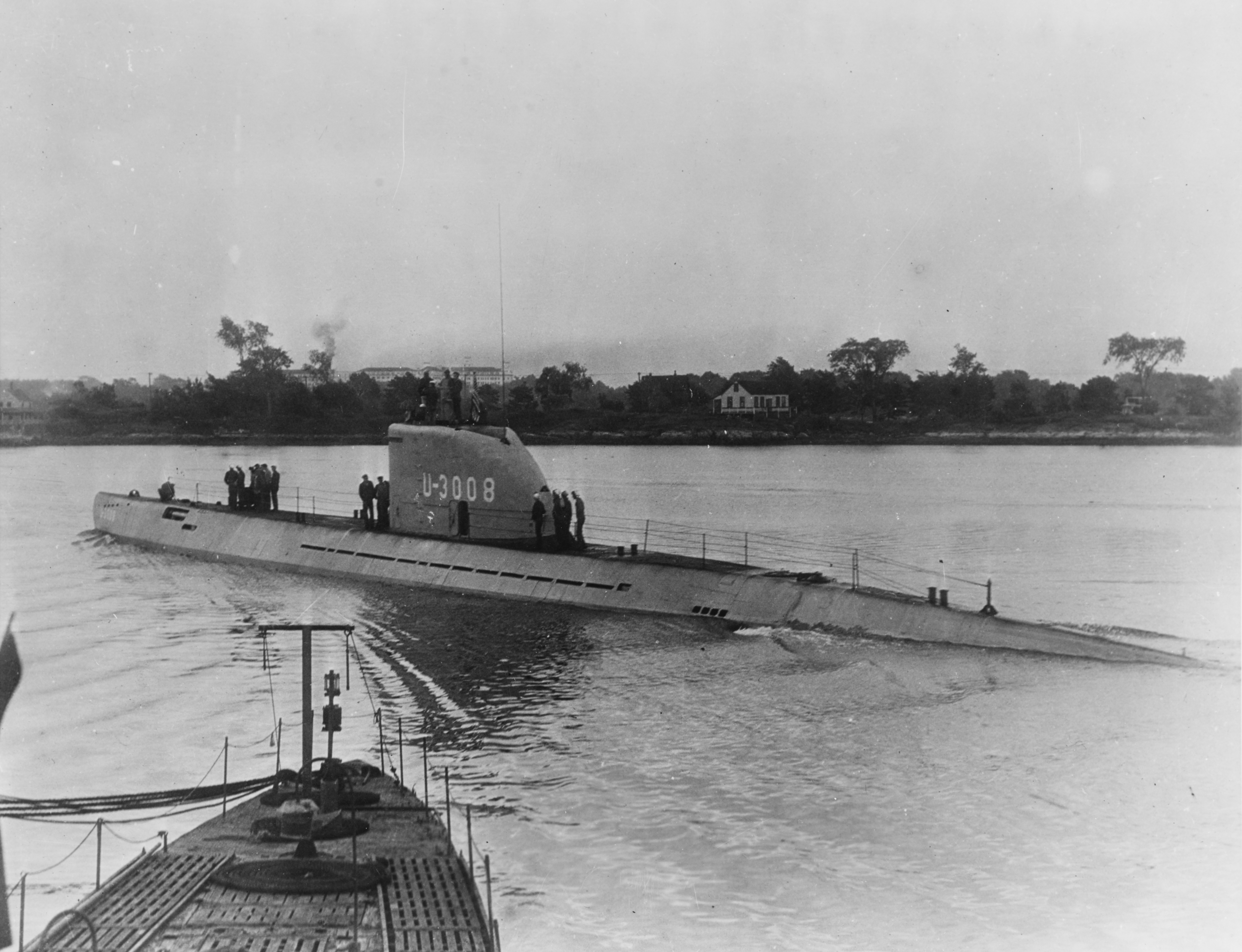
Das letzte U-Boot lief am 20. April 1945 bei der Deschimag/AG Weser vom Stapel: U 3051 vom Typ XXI (Bild des baugleichen U 3008 im August 1946)

In den Jahren 1931 bis 1933 wurden mangels Aufträgen keine neuen Schiffe gebaut. Erst 1934 bekam die AG Weser einen Neubauauftrag des Norddeutschen Lloyd. Im Rahmen der Aufrüstung der Wehrmacht erhielt der Deschimag-Konzern ab 1935 umfangreiche Aufträge zum Bau von Schiffen für die Kriegsmarine (vor allem Zerstörer und U-Boote), so dass die Produktion bis 1939 komplett auf den Kriegsschiffbau umgestellt wurde.
Erfolgreich vermarktet durch Lizenzverträge wurden die von Gustav Bauer und Hans Wach entwickelte Bauer-Wach-Abdampfturbine sowie die vom österreichischen Schiffbau-Ingenieur Fritz Franz Maier entwickelte Maierform, eine Rumpfform von Seeschiffen mit weitausladendem Vor- und Hinterschiff mit geringerem Wasserwiderstand und guten Seeeigenschaften.
Nach der wirtschaftlichen Stabilisierung erfolgte 1941 die Übernahme der Aktienmehrheit durch den Krupp-Konzern. Durch den Kauf wurde das Angebot der Kieler F. Krupp Germaniawerft um Schiffe und größere U-Boote erweitert.
Zu dieser Zeit waren bei der Deschimag rund 18.500 Menschen beschäftigt, davon fast 20 % Kriegsgefangene und KZ-Häftlinge aus Neuengamme. In der Belegschaft betrug 1942 der Anteil der Fremdarbeiter 12,7 %. Ein Teil der Zwangsarbeiter kam aus einem Anfang 1944 eingerichteten Außenlager des KZ Neuengamme in Bremen-Blumenthal.
Ende 1945 wurde der Deschimag-Konzern liquidiert. Seine beiden Werften firmierten weiter als A.G. „Weser“ – nach Demontage des Maschinenparks war dort die Bremer Maschinenbau und Dockbetrieb GmbH tätig – bzw. als A.G. „Weser“, Werk Seebeck, das weniger zerstört und von Demontage verschont blieb.
Bis Mitte 1970er Jahre wuchs die AG Weser zum größten Werftunternehmen im Weser-Ems-Gebiet. In der folgenden Werftenkrise mussten viele Unternehmen aufgeben und nach 111 Jahren Schiffbau wurde auch die AG Weser Ende 1983 geschlossen. Die Insolvenz von Schichau Seebeck folgte 2009.

## U-Boot-Bau
Während des Zweiten Weltkriegs war das wichtigste Geschäftsfeld der Deschimag der U-Boot-Bau. Da die Bombardierungen der Werften durch die Alliierten immer größere Schäden verursachten und so der U-Boot-Bau stark beeinträchtigt wurde, wurden bombensichere Werften in Bunkern geplant. Anfang der 1940er Jahre waren U-Boot-Bunker in Hamburg (Fink II bei der Deutschen Werft und Elbe II bei der Howaldtswerke AG) und Kiel (Kilian bei den Kriegsmarinewerft Kiel) in der Planung bzw. im Bau. Mitte 1944 wurde bei der Deutsche Werke Kiel AG der kleinere Bunker Konrad gebaut. Bereits 1942 gab es bei der Kriegsmarine die Entscheidung, entsprechende Bunker auch bei den Bremer Werften errichten zu lassen. Dies betraf die Vegesacker Werft, Tochtergesellschaft des zu Thyssen gehörenden Bremer Vulkan sowie die Werft AG Weser der Deschimag, die im Besitz des Krupp-Konzerns war. Auf dem AG-Weser-Gelände wurde ab Frühjahr 1944 der U-Boot-Bunker Hornisse für den Sektionsbau der Typ XXI U-Boote errichtet. Die dort gefertigten Sektionen sollten dann im Rekumer U-Boot-Bunker Valentin des Thyssen-Konzerns zu Typ XXI-Booten zusammengebaut werden. Andere Sektionen sollten im Bunker Wespe in Wilhelmshaven hergestellt und dann per Schiff zum Bunker Valentin gebracht werden.

## Flugzeugbau
Im Zusammenhang mit Diversifikationsbestrebungen begann die Deschimag 1932/33 mit der Fertigung von Flugzeugteilen für die Dornier-Werke. Im März 1933 wurde dann die Weser Flugzeugbau GmbH – kurz Weserflug genannt – in Bremen gegründet mit der Absicht, in das zukunftsträchtige Flugzeug- und Luftrüstungsgeschäft einzusteigen und Arbeitsplätze zu schaffen.
Neben anderen Standorten wurde auch auf der Frerichswerft in Einswarden ausschließlich Flugzeugbau betrieben, nachdem der Schiffbau dort 1935 eingestellt worden war.
Im März 1936 wurde die Weserflug vom Deschimag-Konzern abgetrennt und in eine selbständige GmbH umgewandelt, die sich bis 1945 zu einem der größten und bedeutendsten deutschen Flugzeugunternehmen entwickelte, das allerdings keine eigenen Entwicklungen produzierte, sondern sich ausschließlich auf Lizenzbauten beschränkte.

## Schiffe (Auswahl; siehe auch AG Weser)

### Zivile Schiffe
- 1929, Schnelldampfer Bremen für den Norddeutschen Lloyd
- 1935, Fracht- und Passagierschiffe Scharnhorst und Gneisenau für den Norddeutschen Lloyd
- 1936, Motor-Tankschiff Friedrich Breme
- 1936/1937, Walfang-Mutterschiffe Terje Viken und Unitas

### Kriegsschiffe
- Zerstörer 1934A (4 Einheiten bei der AG Weser)
- Zerstörer 1936/1936 A (18 Einheiten bei der AG Weser)
- Zerstörer 1936 B (5 Einheiten/davon 2 nicht fertiggestellt bei der AG Weser)
- Zerstörer 1942 (1 Einheit – nicht fertiggestellt; erster Zerstörer mit Dieselmotorenanlage weltweit)
- Zerstörer 1944 (4 Einheiten – nur Bauvorbereitung, im Juli 1944 annulliert; ebenfalls Zerstörer mit Dieselantrieb)
- 178 U-Boote vom Typ I, VII, IX und XXI, davon 162 diverse Typen bei der AG Weser sowie 16 Boote vom Typ IX im Werk Seebeck.[5]